# Megalocaria fijiensis
Megalocaria fijiensis är en skalbaggsart som först beskrevs av George Robert Crotch 1874.  Megalocaria fijiensis ingår i släktet Megalocaria och familjen nyckelpigor. Inga underarter finns listade i Catalogue of Life.